# خواسته دل (فیلم)
خواسته دل (به هندی: Dil Chahta Hai) فیلمی محصول سال ۲۰۰۱ و به کارگردانی فرهان اختر است. در این فیلم بازیگرانی همچون عامر خان، سیف علی خان، آکشای کانا، پریتی زینتا، سونالی کولکارنی، دیمپل کاپادیا، کیران رائو، راجندرانات زوتشی ایفای نقش کرده‌اند.